# Zbor veleučilišta Republike Hrvatske
Zbor veleučilišta Republike Hrvatske tijelo je u sustavu hrvatskog visokog obrazovanja koje čine dekani svih veleučilišta u Republici Hrvatskoj. Veleučilišta su visoka učilišta koja obavljaju djelatnost visokog obrazovanja i stručnu djelatnost, a mogu obavljati i znanstvenu i umjetničku djelatnosti. Veleučilišta mogu izvoditi tri vrste stručnih studijskih programa: stručne kratke studije, stručne prijediplomske studije i stručne diplomske studije.   

## Osnivanje i povijest
Sukladno Zakonu o visokim učilištima, izglasanom u Hrvatskom saboru 1993. godine, kojim je u Hrvatskoj ponovno uspostavljen binarni visokoškolski sustav s dvije vrste studija – sveučilišnim i stručnim – tijekom 1996. i 1997. godine započinju se osnivati prve nove visoke škole i veleučilišta u Hrvatskoj. Neke od njih pravne su slijednice bivših samostalnih viših škola, ukinutih tijekom reforme visokog obrazovanja sredinom 80–tih godina i pripojene sveučilišnom sustavu, a druge su potpuno nove visokoškolske ustanove.

#### Zajednica visokih škola (2002. – 2003.)
U travnju 2002. godine osnovana je Zajednica visokih škola, s ciljem promicanja zajedničkih interesa visokih škola, kao i uklapanja stručnih studija u Hrvatskoj u trendove i standarde razvoja sličnih studija u Europi, uz osiguravanje mogućnosti uzajamne mobilnosti studenata i međusobnog priznavanja stručnog statusa. Sjedište Zajednice bilo je u Visokoj zdravstvenoj školi u Zagrebu, koja je tada imala deset članica visokih škola. U travnju 2002. godine na sjednici skupštine ovjerava se statut Zajednice visokih škola i veleučilišta u RH. 

##### Vijeće veleučilišta i visokih škola (2003. – 2022.)
U listopadu 2003. godine sukladno novom Zakonu o znanstvenoj djelatnosti i visokom obrazovanju, Zajednica mijenja ime u Vijeće veleučilišta i visokih škola. Djelovanje Vijeća veleučilišta i visokih škola do donošenja spomenutog Zakona dominantno se odnosilo na zalaganje i borbu za ostvarivanje prava studenata stručnih studija te veleučilišta i visokih škola kao visokih učilišta koji izvode isključivo ovu vrstu studija.
Dugoročni ciljevi Vijeća utvrđeni su 2003. godine:
1. Usklađivanje stručnih studija u Hrvatskoj s trendovima i standardima u europskim zemljama.
2. Usklađivanje nastavnih programa i upisne politike s potrebama gospodarstvom radi primjerenosti vrste i sadržaja stručnog obrazovanja potrebama tržišta rada.
3. Ujednačavanje standarda kvalitete nastave.
4. Promicanje suradnje sa srodnim studijima u Hrvatskoj i inozemstvu.

Ova borba prije svega se odnosila na Zakon o hrvatskom kvalifikacijskom okviru koji je u razdoblju djelovanja Vijeća mijenjan u dva navrata, 2018.. i 2021. godine, oba puta kao posljedica zahtjeva za ocjenu ustavnosti njegovih odredbi o razini stručnih diplomskih studija, a temeljem zahtjeva dijela akademske zajednice u Hrvatskoj. U obje je izmjene Zakona o hrvatskom kvalifikacijskom okrivu zakonodavac nedvojbeno potvrdio mjesto stručnih diplomskih studija na razini 7(st) Hrvatskog kvalifikacijskog okvira te njegovu povezanost s razinom 7 Europskog kvalifikacijskog okvira (EQF).
Vijeće veleučilišta i visokih škola je u svibnju 2022. godine održavanjem svečane sjednice u Hrvatskom narodnom kazalištu u Zagrebu obilježilo 20 godina svog djelovanja. Na svečanoj sjednici po prvi su puta dodijeljene nagrade i priznanje Vijeća: Zlatna plaketa, Povelja Vijeća za doprinos razvoju stručnih studija u Republici Hrvatskoj te Priznanja Vijeća za poseban doprinos razvoju stručne i nastavne djelatnosti.
Svoj najveći uspjeh Vijeće veleučilišta i visokih škola ostvarilo je 2022. godine kada je donesen Zakon o visokom obrazovanju i znanstvenoj djelatnosti. Uz niz drugih izmjena, ovaj je Zakon ispravio veliku diskriminaciju stručnih studija odredivši kako se završetkom stručnog diplomskog studija stječe stručni naziv magistra uz naznaku struke (do tada se stjecao stručni naziv stručnog specijalista), te kako studenti sa završenim stručnim diplomskim studijem mogu nastavljati svoje obrazovanje na poslijediplomskim studijima u Hrvatskoj.

#### Zbor veleučilišta (2022.)
Donošenjem Zakona o visokom obrazovanju i znanstvenoj djelatnosti u listopadu 2022. godine, Vijeće veleučilišta i visokih škola postalo je Zbor veleučilišta, a s obzirom da je Zakon predvidio da sve visoke škole također postaju veleučilišta. Zbor veleučilišta je ovim Zakonom dobio nove i snažnije ovlasti, što se prije svega odnosi na samostalno donošenje Nacionalnih kriterija za izbor na nastavno radno mjesto na veleučilištu (Nacionalni veleučilišni kriteriji). U trenutku stupanja na snagu Zakona, u Republici Hrvatskoj djelovalo je ukupno 34 veleučilišta; 19 privatnih (privatni osnivači i jedinice lokalne uprave) i 15 javnih (osnivač Republika Hrvatska).  

## Djelokrug rada Zbora veleučilišta
Djelokrug rada Zbora veleučilišta Republike Hrvatske propisan je člankom 94. Zakona o visokom obrazovanju i znanstvenoj djelatnosti:
1. predlaže članove Nacionalnog vijeća za visoko obrazovanje, znanost i tehnološki razvoj,
2. bira članove matičnih povjerenstava,
3. donosi Nacionalne kriterije za izbor na nastavno radno mjesto na veleučilištu (Nacionalne veleučilišne kriterije),
4. daje preporuke za razvoj veleučilišta,
5. prati i unaprjeđuje Bolonjski proces,
6. predlaže aktivnosti i mjere za povećanje internacionalizacije visokog obrazovanja,
7. obavlja poslove koje mu povjere veleučilišta,
8. obavlja druge poslove propisane ovim Zakonom i drugim propisima.

Zbor veleučilišta, na poziv Ministarstva, imenuje i jednog dekana javnog veleučilišta kao predstavnika koji sudjeluje u postupku pregovora za sklapanje kolektivnog ugovora za područje visokog obrazovanja, znanstvene i umjetničke djelatnosti.

## Predsjednici Vijeća
- 2003. – 2007.: Mladen Havelka, dekan Zdravstvenog veleučilišta.
- 2007. – 2010.: Marko Jelić, dekan Veleučilišta u Kninu.
- 2011. – 2015.: Slavica Ćosović Bajić. dekanica Tehničkog veleučilišta u Zagrebu.
- 2015. – 2019.: Vlatko Cvrtila, dekan veleučilišta VERN,
- 2019. – 2024.: Damir Jugo, dekan Veleučilišta Edward Bernays.
- 2024. – danas: Irena Guszak, dekanica RIT-a[6]

## Članice Vijeća

### Privatna Veleučilišta
1. Rochester Institute of Technology Croatia
2. Zagrebačka škola ekonomije i managementa
3. Edward Bernays Visoka škola
4. RRiF – Visoka škola za financijski menadžment
5. Veleučilište Baltazar Zaprešić
6. Visoka škola PAR Rijeka
7. Veleučilište Velika Gorica
8. Visoka škola za informacijske tehnologije Zagreb
9. Visoka škola za menadžment i dizajn Aspira
10. Visoka škola za sigurnost
11. Visoko učilište EFFECTUS – visoka škola za financije i pravo
12. Istarsko veleučilište
13. Visoko evanđeosko teološko učilište
14. Poslovno veleučilište Zagreb
15. Veleučilište u Bjelovaru
16. Visoka škola Arca
17. Europska poslovna škola Zagreb
18. Visoka škola međunarodnih odnosa i diplomacije

### Javna Veleučilišta
1. Zdravstveno veleučilište u Zagrebu
2. Tehničko veleučilište u Zagrebu
3. Veleučilište „Lavoslav Ružička“ u Vukovaru
4. Veleučilište u Karlovcu
5. Veleučilište u Rijeci
6. Veleučilište u Šibeniku
7. Veleučilište u Virovitici
8. Veleučilište „Marko Marulić“ u Kninu
9. Visoko gospodarsko učilište u Križevcima
10. Veleučilište „Nikola Tesla“ u Gospiću
11. Veleučilište Hrvatsko zagorje Krapina
12. Visoka policijska škola u Zagrebu
13. Međimursko veleučilište u Čakovcu
14. Veleučilište u Požegi

## Bivša veleučilišta i visoke škole
Društveno veleučilište u Zagrebu bilo je od 1998. do 2011. samostalno visoko učilište sa sjedištem u Gundulićevoj ulici, a pripojeno je Sveučilištu u Zagrebu. Veleučilište je nastalo izdvajanjem stručnih studija sa Sveučilišta u Zagrebu. Ponovno je pripojeno Sveučilištu u Zagrebu Uredbom Vlade Republike Hrvatske 2011. godine, a zatim kao pravna osoba prestala postojati.
 
Gradska vijeća gradova osnivača dana 18. ožujka 2013. u Koprivnici, odnosno 21. ožujka u Varaždinu, donose odluku o integraciji ustanova Veleučilište u Varaždinu i Medijsko sveučilište. Senat Medijskog sveučilišta, na svojoj sjednici održanoj dana 19. prosinca 2013., donosi odluku da danom integracije nova ustanova nosi ime Sveučilište Sjever. Rješenjem trgovačkog suda u Varaždinu od 22. siječnja 2014. godine dovršen je procesa integracije navedenih ustanova.
Veleučilište VERN preuzeo je 2009. Zagrebačku školu za menadžment, 2011. Visoku novinarsku školu, 2013. Visoku politehničku školu Zagreb te 2014. Visoku školu Kairos. Spomenute visoke škole integracijom više ne postoje, ali VERN izvodi njihove studijske programe.

## Vanjske poveznice
- Mrežna podstranica Vijeća veleučilišta i visokih škola  Arhivirana inačica izvorne stranice od 19. kolovoza 2014. (Wayback Machine) na portalu AZVO-a.